# Louis Prache
Pour les articles homonymes, voir Prache.
Louis Prache, né le 14 juillet 1899 à Amiens (Somme) et mort le 4 mars 1979 à Bonneuil-les-Eaux (Oise), est un homme politique français.
Il a été membre du RPF.

## Biographie
Après avoir terminé ses études en ingénierie électrique en 1924, il est embauché à la Manufacture française de tapis et de couvertures de Beauvais. Lors de la deuxième guerre mondiale, il s'engage dans l'aviation, puis dans la résistance. À l'issue de la guerre, il s'engage dans la vie politique et se présente aux élections municipales de 1947, à Beauvais, sur la liste de Robert Sené. À partir de cette date, il devient adjoint et le reste jusqu'en 1971.  En 1949,il est élu sur le canton de Beauvais-Sud-Ouest aux élections cantonales, mandat qu'il tient jusqu'aux élections cantonales de 1955.  Lors des élections législatives de 1951, il se présente aux côtés de Jean Legendre, et est élu député jusqu'en 1955, date à laquelle il est battu.

## Détail des fonctions et des mandats
Mandat parlementaire
- 17 juin 1951 - 1er décembre 1955 : Député de l'Oise

Mandat local
- maire-adjoint de Beauvais (1947-1971)

mandat départemental
- Conseiller général de Beauvais-Sud-Ouest (1949-1955)